# Vi
vi (izgovorjava [ví] ali po angleškem izvirniku [ví áj]) je zaslonsko usmerjen urejevalnik besedil izvirno izdelan za operacijski sistem Unix. Prenosljivo podmnožico obnašanja vi in programov, ki temeljijo na njem, ter urejevalniškega jezika ex, ki ga podpirajo, definirata in tako tudi standardizirata družini standardov Single UNIX Specification (SUS) in POSIX.
Izvirno kodo za vi je napisal Bill Joy leta 1976 kot vizualni način za vrstični urejevalnik z imenom ex, ki ga je Joy napisal skupaj s Chuckom Haleyjem. Joyjeva različica ex 1.1 je bila izdana kot del prve izdaje Unixa BSD marca 1978. Z različico programa ex 2.0, izdanega kot del druge izdaje BSD maja 1979, so program ex nameščali z imenom vi. Uporabniki so imeli lahko takoj na voljo vizualni način programa ex. S tem imenom je urejevalnik znan tudi sedaj. Nekatere trenutne izvedbe vi imajo še dele Joyjeve izvorne kode, druge pa so popolnoma nove, največkrat združljive izvedbe.
Ime vi je izvedeno iz najkrajše nedvoumne angleške okrajšave za ukaz visual v programu ex. Ta ukaz preklopi vrstični urejevalnik ex v vizualni način. Ime vi se izvirno izgovarja [ví áj] (kot posamezni nepovezani angleški črki v in i).
Poleg številnih neprostih izvedb urejevalnika vi, ki so jih distribuirali z lastniškimi izvedbami Unixa, obstaja več njegovih prostih in odprtokodnih izvedb. Pregled bralcev revije Linux Journal leta 2009 je pokazal, da je bil med respondenti vi najbolj razširjen urejevalnik besedil. Na drugem mestu je bil gedit za skoraj dvakrat manjši faktor (36 % proti 19 %).

## Osnovne značilnosti
Deloma zaradi zgodovinskih dogodkov je vi glede na kasnejše urejevalnike nenavaden in nevsakdanji urejevalnik besedil. Predvsem zaradi dvojnega načina delovanja in urejanja. Poleg tega za sodobne standarde velja tudi za neprijaznega in težko razumljivega.